# Jaclyn Barclay
Jaclyn Barclay (* 27. Dezember 2006) ist eine australische Schwimmerin. Sie gewann bei Weltmeisterschaften auf der 50-Meter-Bahn bis 2024 eine Goldmedaille, zwei Silbermedaillen und eine Bronzemedaille.

## Sportliche Karriere
Barclay schwimmt für den St. Peters Western Swim Club in Brisbane.
Barclay erschwamm 2023 bei den australischen Meisterschaften den Titel über 200 Meter Rücken und wurde auf den beiden kürzeren Rückendistanzen jeweils Dritte. Sie gewann bei den Juniorenweltmeisterschaften 2023 Gold über 100 Meter Rücken und Bronze über 50 Meter Rücken. Eine weitere Goldmedaille gewann sie mit der 4-mal-100-Meter-Lagenstaffel. Mit der 4-mal-100-Meter-Mixed-Lagenstaffel erkämpfte sie eine Silbermedaille. In beiden Staffeln wurde sie nur im Endlauf eingesetzt, im Finale schwamm jeweils Iona Anderson.
Bei den Weltmeisterschaften 2024 in Doha schwamm die 4-mal-100-Meter-Freistilstaffel in der Besetzung Alexandria Perkins, Jaclyn Barclay, Abbey Harkin und Shayna Jack die schnellste Vorlaufzeit. Im Finale unterboten Brianna Throssell, Alexandria Perkins, Abbey Harkin und Shayna Jack die Vorlaufzeit um 1,4 Sekunden und wurden Zweite hinter den Niederländerinnen. Für ihren Einsatz im Vorlauf erhielt auch Barclay eine Bronzemedaille. Über 100 Meter Rücken siegte Claire Curzan aus den Vereinigten Staaten mit 0,83 Sekunden Vorsprung vor Iona Anderson, die wiederum 0,06 Sekunden vor der Kanadierin Ingrid Wilm anschlug. 0,10 Sekunden hinter Wilm wurde Barclay Vierte. Über 50 Meter Rücken schied Barclay im Halbfinale aus. In der 4-mal-200-Meter-Freistilstaffel wurden im Vorlauf Kiah Melverton, Abbey Harkin, Jaclyn Barclay und Brianna Throssell eingesetzt. Im Endlauf wurden Harkin, Shayna Jack, Throssel und Melverton Dritte. Über 200 Meter Rücken siegte Claire Curzan mit 1,26 Sekunden vor Barclay, die zwei Sekunden vor der drittplatzierten Belarussin Anastassija Schkurdaj anschlug. Die australische 4-mal-100-Meter-Lagenstaffel qualifizierte sich in der Besetzung Jaclyn Barclay, Abbey Harkin, Alexandria Perkins und Brianna Throssell mit der drittschnellsten Vorlaufzeit für das Finale. Im Endlauf waren Iona Anderson, Abbey Harkin, Brianna Throssell und Shayna Jack fünf Sekunden schneller als die Vorlaufstaffel und siegten vor den Schwedinnen und den Kanadierinnen. Barclay hatte damit eine Silbermedaille in einem Einzelwettbewerb und eine Medaille in jeder Farbe für ihre Einsätze in Staffelvorläufen gewonnen.
Mit 17 Jahren war Jaclyn Barclay die jüngste Schwimmerin in der australischen Olympiamannschaft 2024. Bei den Olympischen Spielen 2024 in Paris schied Barclay über 200 Meter Rücken als 17. im Vorlauf aus, 0,03 Sekunden fehlten ihr zum Erreichen des Halbfinales.